# 比利亞伊夫卡
比利亞伊夫卡（羅馬化：Biliaivka，發音：[b⁽ʲ⁾iˈlʲɑ.jiu̯.kɐ] ⓘ），亦按俄語音譯为别利亚耶夫卡（羅馬化：Belyayevka），是乌克兰西南部敖德薩州敖德萨区比利亚伊夫卡市鎮内的城市及该市镇的行政中心，2020年7月18日前为比利亞伊夫卡區的行政中心（该市在2020年7月18日前为州辖市，并不在该区的管辖范围内）。該市距離州府敖德薩39公里，始建於1792年，面積17.422平方公里，海拔高度4米，2022年人口数量为12,355人。

## 图集

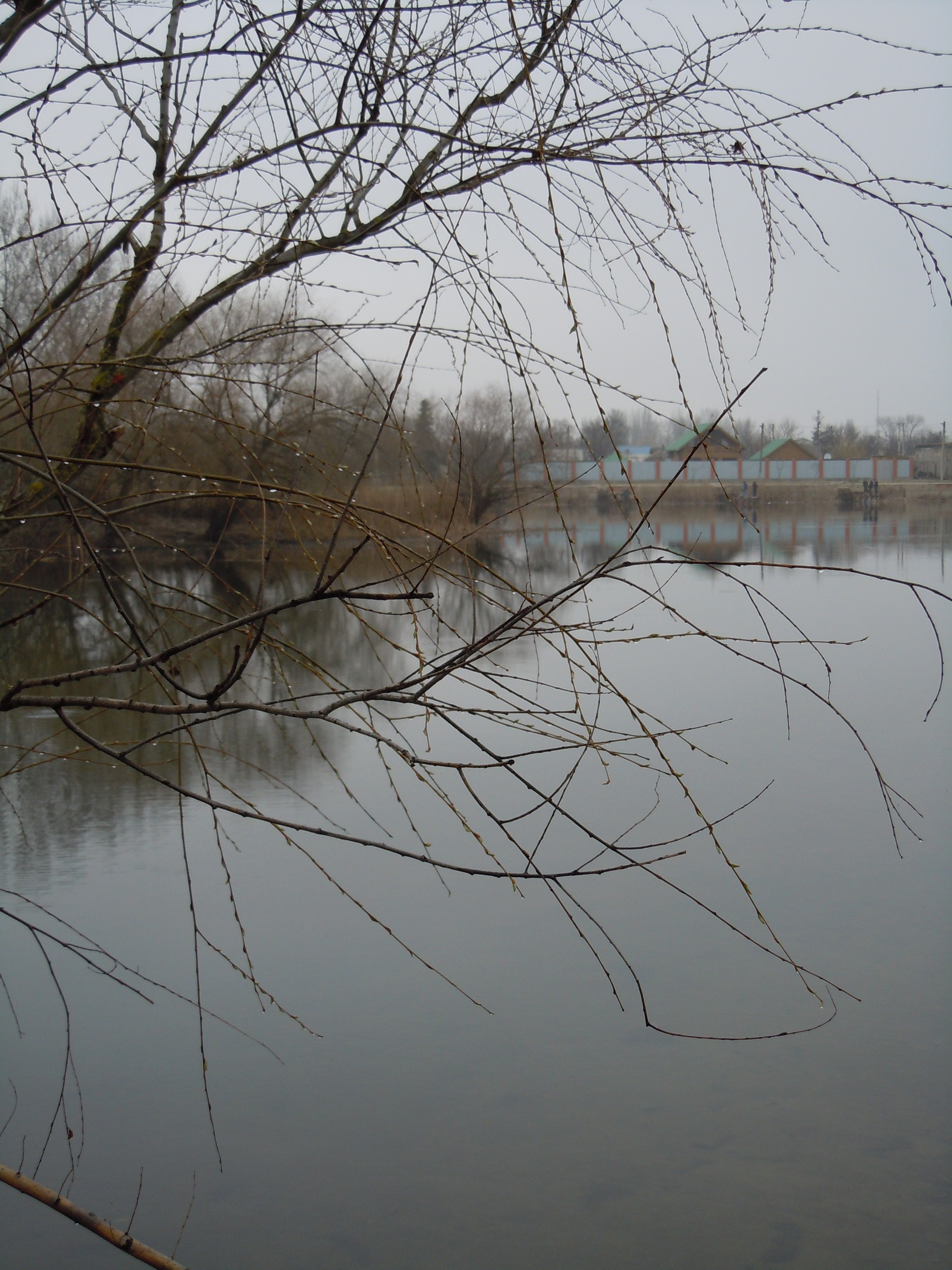
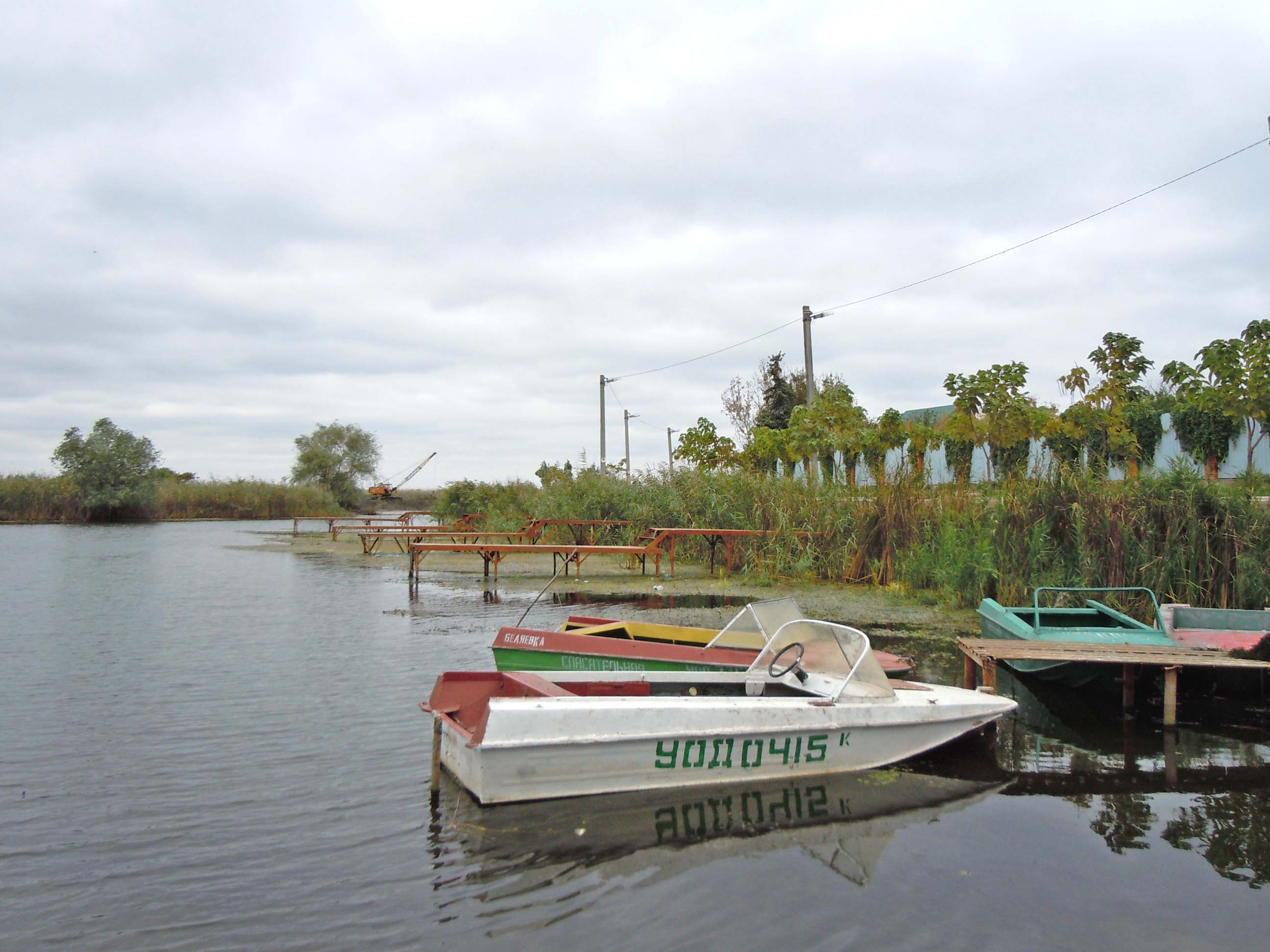
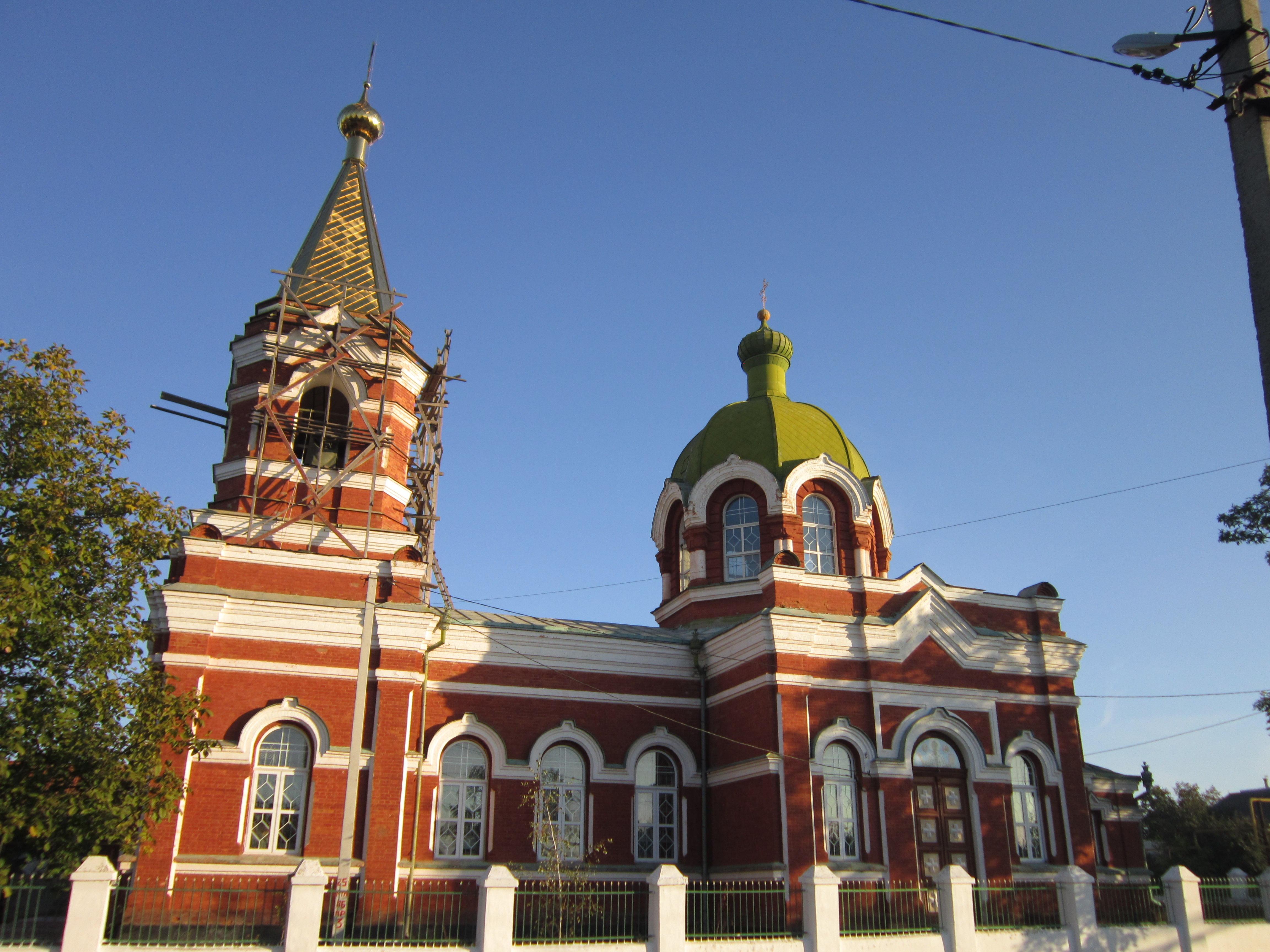
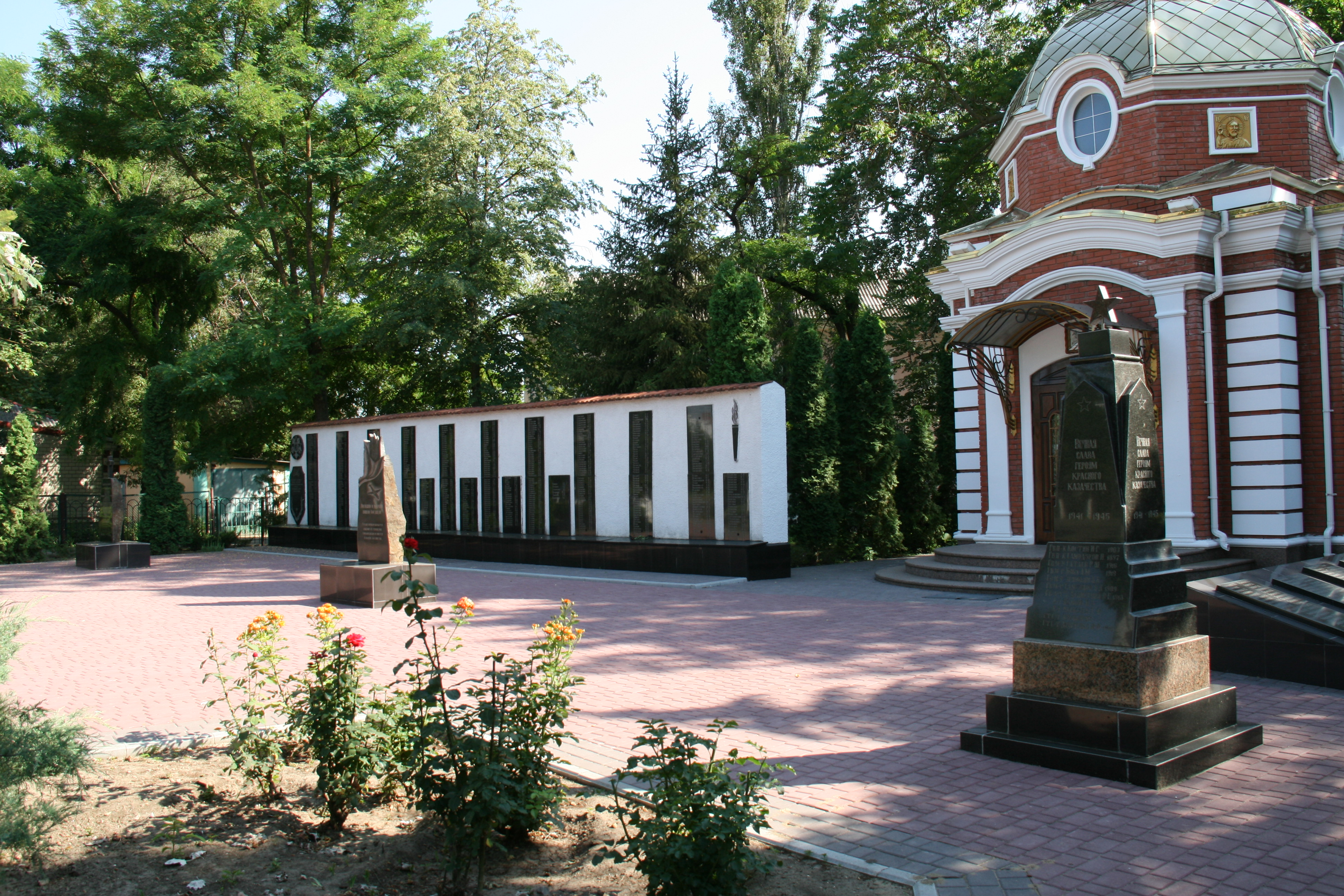

## 來源
1. ↑  周定国 (编). . . 中国对外翻译出版公司. NLC 003756704.[]
2. ↑  . 北京: 中国地图出版社. 2023. ISBN 9787520431699.
3. ↑   (PDF).   [2023-01-04]. （原始内容存档 (PDF)于2022-08-10）.